# Савін Данііл Артемович
Данііл Артемович Савін (нар. 29 червня 2005) — український футболіст, півзахисник футбольного клубу «Буковина-2».

## Життєпис
У ДЮФЛУ виступає за «Маріуполь».
На початку січня 2021 року переведений до юнацької команди «Маріуполя», у тому ж сезоні 2020/21 років дебютував і в молодіжному чемпіонаті України. У футболці «Маріуполя» дебютував 18 вересня 2021 року в програному (0:5) домашньому поєдинку 8-го туру Прем'єр-ліги України проти донецького «Шахтаря». Данііл вийшов на поле на 46-ій хвилині, замінивши Владислава Клименка.